# نوكيا آشا 200/201
نوكيا آشا 200/201 (بالإنجليزية: Nokia Asha 200/201)‏ هو هاتف محمول من نوكيا ضمن سلسلة آشا.

## الخصائص
- نظام التشغيل: سيريز 40
- الكاميرا الخلفية: 2 ميجابكسل